# گنچ
گِنچ (به ترکی استانبولی: Genç) شهری است در کشور ترکیه که در استان بینگول واقع شده‌است. جمعیت این شهر بر اساس سرشماری سال ۲۰۰۸ میلادی ۱۸٬۰۱۸ نفر و بر اساس برآوردهای سال ۲۰۰۹ میلادی ۱۷٬۱۵۱ نفر می‌باشد.